# 강병섭
강병섭(姜秉燮, 1949년 ~ )은 대한민국의 법조인이다.

## 생애
1949년 충청남도 금산군에서 태어나 서울고등학교와 서울대학교 법학과를 졸업하고 제12회 사법시험에 합격했다. 사법연수원 2기를 수료하고 판사에 임용되었다.

## 경력
- 1975년 부산지방법원 판사
- 1978년 인천지방법원 판사
- 1980년 서울중앙지방법원 판사
- 1984년 서울고등법원 판사
- 1985년 대법원 재판연구관
- 1986년 춘천지방법원 강릉지원 지원장, 부장판사
- 1989년 수원지방법원 부장판사
- 1993년 광주고등법원 부장판사
- 1996년 2월 ~ 1997년 2월 수원지방법원 수석부장판사
- 1997년 서울고등법원 부장판사
- 1998년 법원행정처 인사관리실 실장
- 2000년 서울중앙지방법원 민사수석부장판사
- 2001년 ]]서울고등법원]] 수석부장판사
- 2002년 창원지방법원 법원장
- 2002년 경상남도 선거관리위원회 위원장
- 2003년 2월 ~ 2004년 2월 부산지방법원 법원장
- 2003년 부산광역시 선거관리위원회 위원장
- 2004년 2월 ~ 2004년 8월 서울중앙지방법원 법원장
- 2004년 서울특별시 선거관리위원회 위원장
- 2004년 8월 변호사 강병섭 법률사무소 변호사
- 2006년 ~ 법무법인 바른 구성원변호사